# Тарраго, Росер
Росер Тарраго Аймерих (исп. Roser Tarragó Aymerich; род. 25 марта 1993, Матаро, Каталония) — испанская ватерполистка. Завоевала две олимпийские медали — серебряную на Олимпиаде 2012 в Лондоне и ещё одну серебряную на Олимпиаде 2020 в Токио.

## Клубная карьера
Она начала свою карьеру в 2006 году в Матаро. В 2018 году перешла в Медитеррани.

## Университетская карьера
Тарраго училась в Калифорнийском университете в Беркли, играя за женскую команду по водному поло с 2014 по 2018 год.